# Битва у Звеничева Бора (1468)
Битва у Звеничева Бора — битва между московским и казанским войсками в июне 1468 года, окончившаяся разгромом казанцев.
Московско-казанская война 1467—1469 годов была первой наступательной войной Руси против одного из улусов Чингизидов. Из Нижнего Новгорода выступила «застава» князя Фёдора Семёновича Хрипуна Ряполовского и в 40 верстах от Казани на Волге у местечка Звеничев Бор столкнулась с крупным казанским войском, усиленным отборной ханской гвардией, которую летопись описывает как «двор царев, много добрых». В сражении московская «застава» нанесла противнику разгромное поражение. Среди погибших был «богатырь и лиходей» Колупай, среди пленных мурза Хозум-Бердей, родственник хана Ибрагима. Московская рать простояла два дня на месте сражения и вернулась с трофеями и пленными в Москву.
Ю. Г. Алексеев объясняет возвращение войска в Москву изменой вятчан, из-за которой была вынуждена прекратить свой поход северная судовая рать. По-видимому, обе рати изначально планировали соединиться в районе Казани, однако вследствие изменившейся обстановки вернулись на исходные позиции, чтобы не потерпеть поражения от главных сил Ибрагима поодиночке. Алексеев называет это решение разумным. Недостигнутые цели кампании 1468 года были достигнуты в следующем году, когда война окончилась поражением Казанского ханства.